# Ibolya Csák

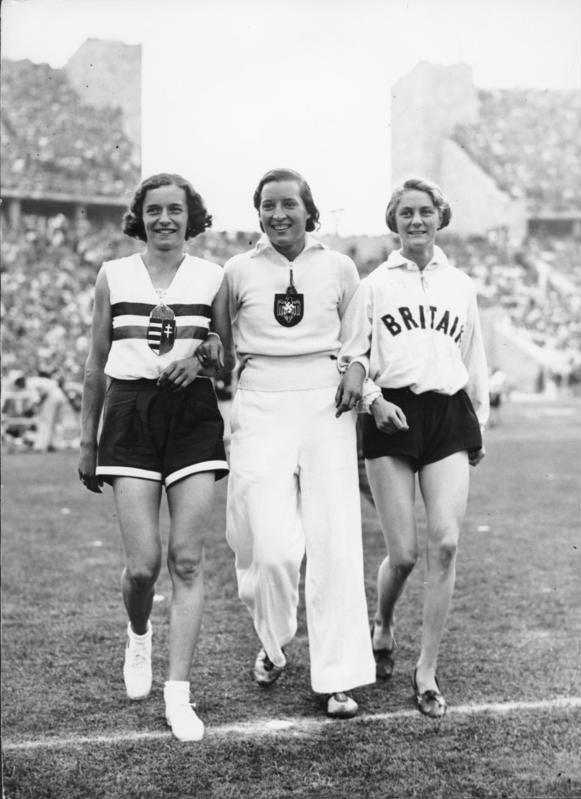
Olympiasiegerin 1936: Ibolya Csák (links) mit der Drittplatzierten Elfriede Kaun (Mitte) und Silbermedaillengewinnerin Dorothy Odam

Ibolya Csák [ˈibojɒ ˈtʃaːk] (* 6. Januar 1915 in Budapest; † 10. Februar 2006 ebenda) war eine ungarische Leichtathletin. Sie wurde 1936 Olympiasiegerin im Hochsprung.
Csák gewann 1936 bei den Olympischen Spielen in Berlin das olympische Finale mit einer Höhe von 1,62 m (im Stechen). Damit war sie die erste ungarische Leichtathletikolympiasiegerin überhaupt.
Zwei Jahre später unterlag sie bei den Europameisterschaften in Wien mit 1,64 m zunächst der Deutschen Dora Ratjen. Nachdem sich aber herausgestellt hatte, dass Ratjen in Wirklichkeit ein Mann war, wurde Csák der Europameistertitel sowie der Europarekord zuerkannt. 
Ihr Grab befindet sich auf dem Farkasréti temető in Budapest.